# Новотроицк (Марий Эл)
 Новотроицк  — деревня в Медведевском районе Республики Марий Эл. Входит в состав Сидоровского сельского поселения.

## География
Находится на расстоянии 5 км на юг от города Йошкар-Ола.

## История
Основана в 1903 чувашскими переселенцами из Чебоксарского уезда. В переписи 1914—1917 годов упоминается как починок Новотроицкий с 35 жителями. В 1935 году также 35 жителей. В советское время работали колхозы «Трудовик», «Ясное утро» и имени Жданова.

## Население
Население составляло 379 человека (русские 58 %, чуваши 26 %) в 2002 году, 517 в 2010.